# Königswalde (Werdau)

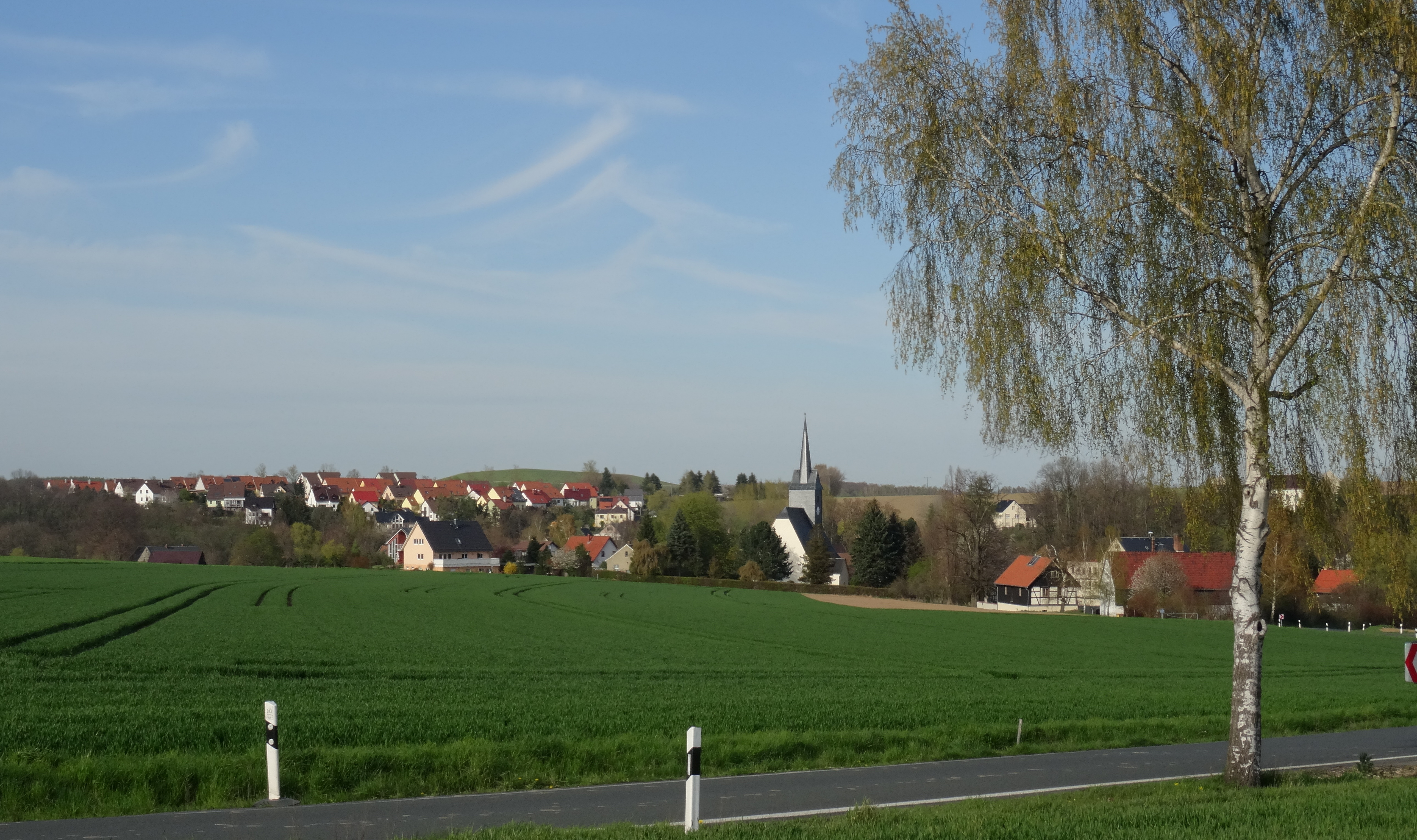
Königswalde

Königswalde ist ein Ortsteil von Werdau im sächsischen Landkreis Zwickau. Er wurde am 1. Januar 1996 eingemeindet.

## Geografie

### Geografische Lage
Königswalde liegt drei Kilometer östlich von Werdau. Im Nordosten befindet sich der Zwickauer Stadtteil Hartmannsdorf, im Südosten der Zwickauer Stadtteil Marienthal. Der durch den Ort führende „Königswalder Bach“ mündet in Langenhessen in die Pleiße. Königswalde liegt am Lutherweg Sachsen.

### Nachbarorte
| Neukirchen   | Lauterbach                                  | Hartmannsdorf       |
| Langenhessen | Kompassrose, die auf Nachbargemeinden zeigt | Dänkritz            |
| Werdau       | Steinpleis                                  | Zwickau, Marienthal |

## Geschichte
Königswalde wurde urkundlich erstmals 1270 erwähnt. Das Dorf gehörte den Vögten von Plauen zu Lehen, die es dem Kloster Grünhain im Westerzgebirge schenkten. Wie andere Klosterdörfer hatte Königswalde eine eigene Gerichtsbarkeit und das Recht zum Bierbrauen. Die Bauernhöfe wurden planmäßig zu der im Tal verlaufenen Dorfstraße und dem Bach errichtet. Die Felder breiten sich direkt dahinter aus. Im Zuge der Einführung der Reformation wurde das Kloster Grünhain im Jahr 1533 säkularisiert. Nach dessen endgültiger Auflösung kam Königswalde im Jahr 1536 als Amtsdorf unter die Verwaltung des kursächsischen Amts Zwickau. Die sich im Ort befindlichen Bauernhöfe mit Fachwerk sind in erster Linie Vierseitengehöfte. Die Einwohner waren Bauern, die vor allem Hausweberei betrieben. Die gefertigten Gewebeballen mussten mühsam auf Schubkarren nach Werdau, Meerane, Glauchau oder Crimmitschau gebracht werden. Zur Zeit der Industrialisierung wurden diese Bauern dann meist billige Fabrikarbeiter, die überwiegend in den Werdauer Textilfabriken Arbeit fanden.
Die Kirche von Königswalde ist vermutlich das älteste Bauwerk des Ortes und wurde bereits im 12. Jahrhundert erbaut. Der Nachbarort Hartmannsdorf ist seit jeher nach Königswalde gepfarrt. Das Kirchenschiff brannte in der Zeit der Hussitenkriege 1430 nieder und wurde im gleichen Jahr wieder aufgebaut. 1710 wurde das erste Schulhaus errichtet, eine mit Stroh gedeckte Hütte, die nicht nur als Unterrichtsraum, sondern auch als Lehrerwohnung diente. Das Gebäude wurde 1732 aufgestockt und diente bis 1863 als Schule. 1863 wurde ein neues Schulgebäude eingeweiht, das heutige Pfarramt. Im Jahr 1889 baute man eine weitere neue Schule, die nach Um- und Ausbauten zur POS (Polytechnische Oberschule „Geschwister Scholl“) und im Jahr 1992 zur Grundschule wurde. Die Grundschule „Geschwister Scholl“ wurde am 25. Juni 2010, nach 18 Jahren, geschlossen.
Königswalde gehörte bis 1856 zum kursächsischen bzw. königlich-sächsischen Amt Zwickau. 1856 wurde Königswalde dem Gerichtsamt Werdau und 1875 der Amtshauptmannschaft Zwickau angegliedert. Der Erste Weltkrieg forderte den Ort 29 Todesopfer und im Zweiten Weltkrieg kamen 70 Einwohner ums Leben. Im September 1945 begann die Bodenreform in Deutschland und die Gaststätte Bergschlösschen, bis dahin im Besitz des ehemaligen Ortsgruppenleiters der NSDAP von Königswalde, wurde enteignet und zum Volkseigentum erklärt. Genutzt wurde sie als Kulturhaus. Seit 1949 gehörte das Dorf zur DDR und im Jahr 1952 wurde Königswalde im Rahmen der Kreisreformen in der DDR dem Bezirk Karl-Marx-Stadt, Kreis Werdau, zugeordnet. Nach der Wiedervereinigung Deutschlands 1990 gehörte Königswalde zunächst zum sächsischen Landkreis Werdau, der 1994 im Landkreis Zwickauer Land und 2008 im Landkreis Zwickau aufging. Am 1. Januar 1996 wurde Königswalde nach Werdau eingemeindet.

## Kultur und Sehenswürdigkeiten
- Jacobikirche mit geschnitztem Flügelaltar, Kirchstraße

Nahe gelegene Ausflugsziele von Königswalde sind u. a. der Harthwald, die Koberbach-Talsperre sowie der Zwickauer Stadtpark. Seit 1973 findet zweimal jährlich das Friedensseminar Königswalde statt. Referiert und diskutiert wird vor allem über die soziale Gerechtigkeit, Friedensaktivitäten und Umweltprobleme.